# Hipoteza Feita-Thompsona
Hipoteza Feita–Thompsona – hipoteza dotycząca teorii liczb, zasugerowana przez Waltera Feita i Johna G. Thompsona. Hipoteza głosi, że nie istnieją różne od siebie liczby pierwsze p i q takie, że
{\displaystyle {\frac {p^{q}-1}{p-1}}} dzieli {\displaystyle {\frac {q^{p}-1}{q-1}}.}
Gdyby ta hipoteza była prawdziwa, znacznie uprościłaby ostatnią część dowodu twierdzenia Feita – Thompsona. Silniejsza hipoteza twierdząca, że te dwie liczby są zawsze względnie pierwsze, została obalona przez Stephensa za pomocą kontrprzykładu p = 17 i q = 3313 (liczby posiadają wspólny dzielnik 2pq + 1 = 112643).
Zostało udowodnione, że hipoteza jest prawdziwa dla q = 2 (Stephens 1971) oraz q = 3 (Le 2012).
Testy prawdopodobieństwa sugerują, że „oczekiwana” liczba kontrprzykładów dla hipotezy Feita–Thompsona jest bliska 0, co sugeruje, że hipoteza może być prawdziwa.